# Szybalin
Szybalin (ukr. Шибалин, Szybałyn) – wieś na Ukrainie w rejonie tarnopolskim należącym do obwodu tarnopolskiego.
W II Rzeczypospolitej miejscowość w powiecie brzeżańskim województwa tarnopolskiego.

## Geografia
Wieś leży nad rzeką Ceniwką, we wschodniej części obwodu tarnopolskiego. Pomiędzy Brzeżanami a Szybalinem znajduje się rozległy las Zwiryneć i święta góra Łysonia, a we wsi mieści się szybaliński rezerwat botaniczny.

## Klimat
Charakteryzuje się klimatem umiarkowanie kontynentalnym. Szybalin, położony na tzw. „zimnym Podolu”, to najzimniejsze mniejsze obwodu tarnopolskiego.

## Historia
Pierwsza pisemna wzmianka pochodzi z 1475 roku. Wieś była kilkakrotnie niszczona przez wojny. Podczas oblężenia Brzeżan w 1626 r. przez Turków wieś została zniszczona w 84%.
Istnieją legendy, że na początku XIX wieku wokół Szybalina rosły duże, gęste lasy. Dzisiejsze pola, szczyty czy pastwiska: Hnybydiwka, Warczynka, Wiczkiwka, czy Cicora, porośnięte były lasami. Od północy rozciągały się nieprzebyte bagna, na co wskazuje współczesna nazwa pola – Topyliska.
Zaraza cholery, która szalała na terenach dzisiejszej Ukrainy w XIX wieku, nie minęła także Szybalina. Zginęła wtedy prawie połowa mieszkańców wsi. Jeszcze do niedawna raz w roku odbywała się procesja z cerkwi na wydzielony „cmentarz choleryków”, aby modlić się za dusze pochowanych tam w wielkim grobie współmieszkańców. 
W latach 1899–1900 w Szybalinie katolicy obrządku łacińskiego wybudowali kaplicę filialną pw. Matki Bożej Nieustającej Pomocy, należąca do parafii w Brzeżanach. W 1928 r. kościół został konsekrowany, w 1934 r. powstała tu samodzielna parafia.  
W czasie I wojny światowej wieś uległa znacznym zniszczeniom. W okolicy pozostały okopy, tysiące łusek po pociskach armatnich i wielu zabitych z obu stron frontu. Po wojnie tyfus plamisty zabił ponadto jedną trzecią populacji Szybalina.
Czytelnia „Proswita” oraz organizacja strażacka i gimnastyczna „Sicz” działają w Szybalinie od 1910 roku. W 1929 r. w centrum wsi wybudowano czytelnię. Funkcjonowała tam także: spółdzielnia spożywcza „Wyhoda”, stowarzyszenie „Silśkyj Hospodar z „Hliborobskim Wyszkolem”, „Krelytiwka”, „Sojuz Ukrainok” stowarzyszenie „Łuh”, grupa amatorska, chór kościelny, grupa oświatowa, gospodarstwo przetwórstwa mlecznego.
W latach 1932—1939 w Szybalinie działała żeńska szkoła handlowa z rocznym programem nauczania. Liczba uczennic stale wzrastała. Były wśród nich dziewczęta z Chełmszczyzny, Wołynia, Łemkowszczyzny i Podola. Szkolenie rozpoczęło się w styczniu, a zakończyło w grudniu. W czasie istnienia szkoły uczyli się w niej następujący nauczyciele: Stefa Dydykiwna, Neonilia Myhoćka-Terszakoweć, I. Iwanczuk. Marijka Huzar, Marijka Terlećka, Olga Kulmatyćka-Baran, Olympia Popowycz-Waśkiw, inż. agr. Bohdan Sobołta, agr. Ołaksandr Hudziak, Iwanna Basalśka-Samofał.
Szkoła przestała istnieć po kampanii wrześniowej w 1939 roku. W ciągu siedmiu lat istnienia ukończyło ją 160 dziewcząt ze wszystkich zakątków Galicji. Władze sowieckie nie pozwoliły na jej odbudowę. Była to jedyna żeńska ukraińska szkoła handlowa na zachodzie Ukrainy. 
W latach 1941–1945  członkowie OUN-UPA zamordowali 26 Polaków i 4 Ukraińców.
W lipcu 2004 roku w wyniku ulewy i burzy uszkodzonych zostało około 200 budynków.
Po likwidacji rejonu brzeżańskiego, 19 lipca 2020 wieś weszła w skład rejonu tarnopolskiego.

## Liczba ludności
| Rok  | liczba mieszkańców |
| ---- | ------------------ |
| 1939 | 2410 osób          |
| 2007 | 1293 osoby         |
| 2014 | 1250 osób          |
| 2022 | 1161 osób          |

## Religia
- Cerkiew prawosławna św. Iwana Teologa (1908),
- Kościół Matki Bożej (1929, opuszczony, stan na 2022),
- Cerkiew św. Jerzego (1993),
- Figura Matki Bożej (2001) (przed cerkwią Iwana Teologa),
- Rzeźby świętych Piotra i Pawła (2004, autor Wasyl Pawuk, przed cerkwią Iwana Teologa),

## Zabytki
- Pamiątkowy krzyż ku czci zniesienia pańszczyzny (2. poł. XIX w., przed cerkwią Iwana Teologa),
- Pomnik Krzyża Niepodległości Ukrainy),
- Pomnik łączniczki Hałyny Dydyk (przy wjeździe do wsi od strony Brzeżan),

## Instytucje
- gimnazjum,
- klub (dom ludowy),
- biblioteka,
- punkt felczersko-położniczy,
- poczta (Ukrposzta, Nowa Poszta),
- przedszkole „Dzwinoczok”,
- placówki handlowe

### Urodzeni lub związani z Szybalinem
- Mychajło Kuzemśki, biskup
- Hałyna Dydyk, łączniczka OUN
- Switłana Ołeksyszyn, pisarka
- Iwan Ołeksyszyn, pisarz
- Omelian Czornous, pisarz
- Omelian Maciopa, pisarz
- Mykoła Szot, publicysta
- Wasyl Pawuk, artysta i polityk
- Wiktor Bilinśki, ksiądz
- Mykoła Sadowśki, ksiądz
- Dmytro Myhoćki, ksiądz
- Olga Myhoćka, postać kultury, żona księdza
- Roman Smułka, arcyprezbiter
- Ołeksij Błażkiw, arcyprezbiter
- Iwan Siwierski, arcyprezbiter